# Lycoriella postconspicua
Lycoriella postconspicua är en tvåvingeart som beskrevs av Werner Mohrig 1985. Lycoriella postconspicua ingår i släktet Lycoriella och familjen sorgmyggor.
Artens utbredningsområde är Österrike. Inga underarter finns listade i Catalogue of Life.